# Павлово
Па́влово (неофициально Па́влово-на-Оке́) — город (с 1919) в Нижегородской области России. Административный центр Павловского района и муниципального образования Город Павлово, имеющего статус городского поселения.
Население — 55 307 чел. (2025).

## География
Город расположен на правом берегу реки Оки на Перемиловских горах, в 79 км от Нижнего Новгорода. Конечная станция однопутной неэлектрифицированной железнодорожной линии Окская — Металлист. Автомобильная дорога Нижний Новгород — Ряжск.
Границами города служат на севере, северо-востоке и востоке — пойма реки Каски, правого притока Оки, на юге и юго-востоке — автомагистраль регионального значения Нижний Новгород — Касимов, на юго-западе — земли Таремского сельского поселения, на западе — река Ока.
Рельеф города
Город расположен в северо-западной части Приволжской возвышенности. Её часть, расположенная между реками Окой, Серёжей, Кудьмой и Богородской мёртвой долиной называется Стародубьем. В пределах Стародубья расположена холмистая гряда Перемиловских гор. Именно на её территории находится город.
Рельеф городской территории Павлова холмистый, с развитой овражно-балочной сетью. Город стоит на семи холмах, называемых «горами»: Троицкой, Семёновой, Спасской, Убогой горах, Каменке, Воскресенской и Дальней кручах. Центральная часть города (так называемый «Низ») расположена в понижении между холмами.
Овраги имеют разветвлённую сеть отвершков. По тальвегам протекают небольшие ручьи. Крупнейшие овраги — Троицкогорский и Стрижов. Последний имеет печальное историческое прошлое: в нём в послереволюционные годы проводились расстрелы людей, не принявших советскую власть или попавших под подозрение.
Озеленение
На территории Павлова расположено большое количество парков и рощ. Старейший павловский парк «Дальняя Круча», основанный в 90-х годах XIX века активистами Павловского общества трезвости и расположенный на возвышенном берегу Оки в юго-западной части города. Кроме него, имеются Ждановский парк (принадлежит ОАО «Павловский автобус»), Зелёный парк (ранее принадлежал ОАО «Гидроагрегат», передан муниципалитету), расположенный на пересечении  улиц Фаворского и Шутова сквер им. А. Е. Фаворского, находящаяся на пересечении улиц Аллея Ильича и Короленко рябиновая роща, а также берёзовая роща.
Среди городских улиц наиболее озеленённые: Фаворского, Коммунистическая и Аллея Ильича.
Климат
Климат умеренно континентальный, с холодной зимой и тёплым летом. Нередки экстремальные изменения температур (зимой до −30, летом до +30). Господствует западный перенос воздушных масс — циклональные осадки приходят на город главным образом с западной стороны.
Существуют микроклиматические различия в разных частях города: зимой температуры воздуха в центральной (нижней) части Павлова опускаются ниже, чем на возвышенных окраинах.
| Показатель                                               | Янв.  | Фев.  | Март  | Апр. | Май  | Июнь | Июль | Авг. | Сен. | Окт.  | Нояб. | Дек.  | Год   |
| -------------------------------------------------------- | ----- | ----- | ----- | ---- | ---- | ---- | ---- | ---- | ---- | ----- | ----- | ----- | ----- |
| Абсолютный максимум, °C                                  | 5,7   | 4,1   | 17,5  | 25,4 | 33,0 | 35,2 | 39,2 | 38,1 | 29,8 | 20,9  | 13,1  | 8,5   | 39,2  |
| Средняя температура, °C                                  | −9,9  | −9,4  | −2,9  | 6,5  | 15,3 | 17,6 | 20,4 | 18,8 | 12,1 | 5,3   | −0,6  | −5,3  | 5,7   |
| Абсолютный минимум, °C                                   | −34,1 | −31,3 | −21,2 | −8,8 | −1,7 | 3,3  | 4,6  | 5,1  | 0,0  | −13,9 | −21,7 | −30,1 | −34,1 |
| Источник: Архив погоды в городе Павлово за 2005—2015 гг. |       |       |       |      |      |      |      |      |      |       |       |       |       |

## История
История возникновения Павлово уходит вглубь веков и связана с историей развития Российского государства. Самое раннее упоминание о Павлове относится к началу второй половины XVI столетия. Первое письменное упоминание о Павлове в грамоте Ивана Грозного датируется 5 апреля 1566 года. Это письменное упоминание условно считается годом основания Павлова. Существует много легенд о происхождении названия города. Одна из них говорит, что он получил своё название по имени некоего переселенца — перевозчика Павла. Согласно другой, город был назван по имени первого посадского в остроге, так как во всех важных документах упоминался как Павлов Острог.
В Павлове, кроме стрельцов, под защитой острога селились ремесленники — кузнецы, жестянщики, медники, бочары, горшечники и другие. Они и явились зачинателями металлообрабатывающего промысла, принёсшего всероссийскую славу. Дальнейшему развитию павловских металлических промыслов способствовали близость производства металла в Выксе и муромских лесах (60-80 километров от Павлова), а также обилие хвойных и лиственных лесов, дававших сырьё для производства древесного угля, необходимого в кузнечном деле.
В XVII веке в Павлове преобладали оружейные мастера и замочники. В первой половине XVII века усилилось разделение труда и появилось много новых видов изделий: столовые ножи и вилки, складные ножи, ножницы, бритвы, художественно оформленные металлические изделия. Павловчане исстари славились своими замками. Традиционной продукцией ворсменских металлистов были ножи и столовые вилки, с черенками из перламутра, кости, чёрного дерева, гагата, складные и перочинные ножи, кинжалы, художественно оформленные многопредметные ножи, бритвы. Во время Крымской войны здесь было начато производство медико-хирургического инструмента.
С 1918 года Павлово — уездный город Павловского уезда Нижегородской губернии, с 1929 года — районный центр Нижегородского (Горьковского) края (с 1936 года — Нижегородской области).

## Население
| 1897    | 1931    | 1939    | 1959    | 1962    | 1967    | 1970    | 1973    | 1976    | 1979    | 1982    |
| ------- | ------- | ------- | ------- | ------- | ------- | ------- | ------- | ------- | ------- | ------- |
| 12 400  | ↗20 600 | ↗32 400 | ↗47 890 | ↗55 000 | ↗60 000 | ↗63 240 | ↗66 000 | ↗68 000 | ↗68 353 | ↗69 000 |
| 1986    | 1987    | 1989    | 1992    | 1996    | 1998    | 2000    | 2001    | 2002    | 2003    | 2005    |
| ↗71 000 | ↗72 000 | ↘71 534 | ↗72 200 | ↘71 700 | ↘71 300 | ↘70 400 | ↘69 800 | ↘64 814 | ↘64 800 | ↘63 200 |
| 2006    | 2007    | 2008    | 2009    | 2010    | 2011    | 2012    | 2013    | 2014    | 2015    | 2016    |
| ↘62 500 | ↘61 700 | ↘61 110 | ↘60 454 | ↗60 698 | ↘60 547 | ↘59 967 | ↘59 511 | ↘59 029 | ↘58 582 | ↘58 423 |
| 2017    | 2018    | 2019    | 2020    | 2021    | 2025    |         |         |         |         |         |
| ↘58 163 | ↘57 630 | ↘57 028 | ↘56 680 | ↗57 116 | ↘55 307 |         |         |         |         |         |

На 1 января 2025 года по численности населения город находился на 289-м месте из 1124 городов Российской Федерации..

## Достопримечательности
В городе находится усадьба Гомулина, являющаяся объектом культурного наследия регионального значения, соответствующее решение было принято в 1983 году.
Дом Е. Е. Алипова (ул. Нижегородская, 3). Построен в начале XIX века. Сама улица неоднократно упоминается в «Павловских очерках» В. Г. Короленко.
Известностью пользуется культура комнатного лимона, выведенного в Павлове.
- Усадьба Гомулина
- Развлекательный центр с кинотеатром «Спартак»
- Дворец культуры
- Здание Павловского филиала ННГУ
- Торговый центр Citron
- Дом Варыпаева
- Дом Клокова
- Вид на реку Ока

## Районы Павлова
Село Большая Тарка ранее примыкало к северной окраине Павлова. Топоним в переводе с мордовского означает «стоянка». Первоначально называлась Тарки Муромские, так как административно подчинялась Муромскому уезду и была его анклавом на Нижегородских землях. (Аналогичная ситуация была с селом Ярымово.) Жители села занимались бондарным промыслом. В 1960 году село Большая Тарка прекратило своё существование вследствие присоединения к Павлову и превращения в его микрорайон. Ныне Большая Тарка сохраняет сельский внешний облик за счёт деревянной одноэтажной застройки. В 90-х годах в Тарке была возведена церковь иконы Божьей Матери «Утоли моя печали».
Деревня Калинино — бывший административный центр Калининского сельсовета (ныне его центр — деревня Лаптево) — вошла состав Павлова в 1960 году, став микрорайоном Калининский. Народное название — «Кочка». Деревянная застройка сохранилась в историческом ядре бывшей деревни (район ул. Коминтерна). Современная застройка располагается к северо-востоку от частного сектора и представлена 5-этажными многоквартирными домами 70-90-х годов постройки.

## Образование
- Павловский филиал НГТУ.
- Павловский филиал ННГУ.
- Автомеханический техникум имени И. И. Лепсе.
- Техникум художественных промыслов.

## Культура и досуг
- Краеведческий музей.
- Районный дворец культуры.
- Дом культуры ОАО «Павловский автобус».
- Центр развития творчества детей и юношества г. Павлово.
- Станция юных туристов г. Павлово.
- Детско-юношеская спортивная школа г. Павлово.
- Выставочный зал.
- Кинотеатр «Спартак».
- Развлекательный центр «Сити».
- Физкультурно-оздоровительный комплекс «Звезда».
- Физкультурно-оздоровительный комплекс "Торпедо".
- Физкультурно-оздоровительный комплекс "Метеор".
- Физкультурно-оздоровительный комплекс "Гармония".

## Экономика
Объём отгруженных товаров собственного производства, выполнено работ и услуг собственными силами по обрабатывающим производствам за 2011 год 14,10 млрд рублей.
Павлово — важный центр машиностроения и металлообработки. В городе расположены:
- ООО ПФ "Ока"[28], разработчик и изготовитель специальной трубопроводной арматуры и нестандартных элементов трубопроводов для атомных станций, военной промышленности, нефтяной, газовой и химической отраслей.

- ОАО «Гидроагрегат», выпускающий изделия для авиакосмической промышленности России,
- ПМЗ «Восход», который изготавливает и проектирует электрогидравлические приводы и агрегаты для систем автоматического управления летательными аппаратами,
- ОАО «Павловский автобус», выпускающий автобусы малого и среднего класса, кузовную арматуру,
- ЗАО «Инструм-Рэнд», производящий пневматический резьбозавинчивающий инструмент, средства измерения крутящего момента, пневмодвигатели,
- Завод «Алмест», выпускающий различные виды оборудования и металлоконструкций[29],
- ООО НПО «Мехинструмент», производство садового инвентаря,
- ООО "НПС-Автоматика", производство оборудования для дорог и парковок. Разработка, испытания и производство инженерных систем контроля доступа.
- ООО "Завод Вулканит", производство абразивного инструмента на вулканитовой связке.

### Транспорт
Внутригородской общественный транспорт представлен двенадцатью автобусными маршрутами, которые обслуживают несколько частных организаций и муниципальное автопредприятие. Большинство маршрутов работают с 5:30 до 21:00. Также город связан автобусными маршрутами с населёнными пунктами Павловского района. Пригородные маршруты осуществляются в основном от автостанции на улице Фаворского, за исключением автобусов до Ворсмы (отправление с Сенной площади) и автобусов до Тумботина, Старого Щербинина, НПС «Степаньково» и Гороховца (отправление от остановки на левом берегу реки Оки). Имеются автобусные маршруты до Навашина, Нижнего Новгорода и Москвы. В городе существует много фирм, оказывающих услуги такси.
Дорожная обстановка на улицах обычно свободная, небольшие заторы могут быть лишь в часы пик в центральной части города.
В Павлове расположена железнодорожная станция Металлист, являющаяся конечной на тупиковой неэлектрифицированной ветке Окская — Металлист. По ветке осуществляется пассажирское и грузовое движение. Пассажирское железнодорожное сообщение представлено двумя парами пригородных поездов в сутки (на 2016 год) по маршруту Нижний Новгород—Московский — Металлист.
Транспортное сообщение между берегами Оки от половодья до ледостава осуществляется по понтонному мосту, в остальное время автотранспорт переправляется паромом. Летом пешеходы переправляются также по понтонному мосту, поздней осенью (пока на Оке не встал прочный лёд) и в весенний паводок на судне ОМ-370, зимой обычно устанавливается ледовая переправа.
Имеются якорная стоянка и пристань Павлово.

## Спорт
На протяжении многих лет во Второй лиге выступал футбольный клуб «Торпедо» (Павлово), выступающий ныне в чемпионате Нижегородской области.
В Павлово действует спортивно-патриотический клуб самбо «Олимпия». Основал клуб Александр Владимирович Дроздов в 1975 году. За время работы клуб подготовил победителей областных, российских, союзных (СССР) и международных соревнований, в которых воспитанники выполнили нормативы мастеров или кандидатов в мастера спорта.В 2014 году город Павлово отмечал 100-летие павловского футбола.
Павлово являлось центром возникновения каратэ-до в СССР.
Павлово стало родиной каратэ-до в СССР.

## Кустарные промыслы в фотографиях конца XIX века
Взяты из издания: Нижегородская губерния по исследованиям губернского земства. Выпуск II: М. А. Плотников. Кустарные промыслы Нижегородской губернии. — СПб., 1896.